# 4962 Vecherka
4962 Vecherka (1973 TP) là một tiểu hành tinh vành đai chính được phát hiện ngày 1 tháng 10 năm 1973 bởi T. M. Smirnova ở Nauchnyj.